# شعر عربي جاهلي
الشعر العربي الجاهلي هو مصطلح يستخدم للإشارة إلى الشعر العربي الذي أُلِّف معظمه في شبه الجزيرة العربية قبل الإسلام تقريبًا بين عامي 540 و620 م، مع وجود بعض الأشعار الجاهلية ترجع إلى فترات في القرن الرابع (300 م)، وأشعار بسيطة وخاصةً في النقوش العربية قبل ذلك بكثير. نشأ منهج هذا الشعر إلى حد كبير في المنطقة من العراق وإقليم البحرين ونجد، مع وجود أقلية قادمة من الحجاز والشام واليمن وعمان. كان حماد الراوية (ت 772) أول من ميز بين الشعر الإسلامي والجاهلي. في العصر العباسي وهو العصر الذهبي للأدب، ناقش نقاد الأدب ما إذا كان الشعر المعاصر أو الشعر الجاهلي هو الأفضل من الاثنين.
يشكّل الشعر الجاهلي مصدرًا رئيسًا للغة العربية الكلاسيكية من حيث القواعد والمفردات، فضلاً عن كونه سجلًا للحياة السياسية والثقافية في العصر الذي نشأ فيه. هناك عدد من الشعراء الكبار معروفون من العصور ما قبل الإسلامية، وأبرزهم امرؤ القيس. ومن الشعراء البارزين الآخرين أمية بن أبي الصلت والنابغة وزيد بن عمرو . ولم يقم الشعراء أنفسهم بتدوين أعمالهم: بل تناقلت شفويًّا، وفي نهاية المطاف تم تدوينها في مجموعات شعرية من مؤلفين في فترات لاحقة، بدءا من القرن الثامن. يمكن أن تركز المجموعات على أعمال مؤلف واحد (تسمى هذه المجموعة ديوانًا) أو مؤلفين متعددين (مختارات).
لقد كان ظهور هذه المجموعات من الشعر الجاهلي مدفوعًا بثلاث مراحل من الخبرة: مرحلة الشاعر، ومرحلة الراوي، ومرحلة العالِم. كانت كل مهنة منها مهنة مميزة، على الرغم من أن نفس الفرد كان بإمكانه المشاركة في اثنتين أو في الثلاث جميعها. الشاعر الجاهلي يخلق الشعر ويحفظه في الذاكرة. ويتولى الرواة حفظه وحفظه، على نحو قبلي في الغالب. يقوم العلماء (أو الجامعين) بجمع الشعر من مصادره في مجموعة واحدة مكتوبة يمكن نسخها وقراءتها. برز العلم بالشعر منهجًا متميز في نهاية القرن الثامن، وكان معظم المشاركين فيه من الموالي (أبناء غير العرب الذين اعتنقوا الإسلام) العاملين في البلاط الملكي للإمبراطورية. تاريخيًا، ادعى الخبراء في كل مجال من مجالات هذه العملية السلطة على الحفظ، الأمر الذي عمل بدوره كمطالبة بالسلطة على تمثيل الماضي، وكان الشعر هو الوسيلة التي تم من خلالها فهم الماضي ما قبل الإسلام.
تم العثور على قصيدة حرب في نقش عربي ما قبل الإسلام. أقدم الإشارات إلى القصائد العربية تأتي من التاريخ اليوناني الذي كُتبوا في القرن الرابع أقدم الأفراد الذين يُنسب إليهم الشعر العربي هم التنوخيون والمناذرة في القرن الثالث. يتشارك الشعر العربي واليوناني قبل الإسلام في بعض الموضوعات المتشابهة، مثل حتمية الموت وفكرة تخليد الذات من خلال إنجاز الأعمال البطولية في المعركة. وقد حددت الدراسات الحديثة أن الشعر ما قبل الإسلامي، إلى حد ما، قد شهد الهيلينية وأنها تقدم دليلًا قويًّا على اندماج الجزيرة العربية في الثقافة المتوسطية الأوسع خلال أواخر العصور القديمة.

## الأنواع والموضوعات
تشمل الأنواع أو الزخارف المركزية للشعر الجاهلي ما يلي:
البكاء على الأطلال، النسيب (الغزل) ، رحيل الشاعر، الوصف ، المديح ، الفخر ، الهجاء، والرثاء
من الممكن دمج هذه الزخارف لإنتاج أنواع معروفة من الشعر الجاهلي، ومن الأمثلة على ذلك القصيدة. وتقع القصيدة في ثلاثة أجزاء، يتوافق كل منها مع أحد هذه الزخارف، ويتم ترتيب هذه الزخارف بالترتيب التالي: زخارف الصحراء (النسيب)، ووصف الجمل أو الحصان (الرحيل)، وأخيرًا الفخر القبلي أو ما شابه ذلك (شعر الفخر). 

## نظام القيم
وقد تم استنتاج القيم ما قبل الإسلامية تاريخيا من الشعر الجاهلي، على الرغم من أن المؤرخين يشكون في أن قيم هذا الشعر كانت تمثل قيم المجتمع على نطاق أوسع. وتؤكد موضوعات الشعر الجاهلي على نظام القيم البطولية حيث يجتمع الاستمتاع بالنبيذ والمغامرات العاطفية والقتال، كما يمكن رؤيته في معلقة طرفة:
وبحسب باميلا كلاسوفا، فإن القيم المعبر عنها لا ينبغي النظر إليها باعتبارها "قيمًا في حد ذاتها". وهذا يعني أنها قيم يستحضرها الشاعر وسيلةً للتعبير عن رفضه البطولي للاستسلام لقوة القدر الذي لا يمكن التنبؤ به. عندما يتم الاحتفال بالنبيذ والقتال وما إلى ذلك، فهذه أفعال تحدي ضد الموت. بالنسبة للشاعر، الموت يمكن أن يأتي في أي لحظة، ولذلك يعجل الشاعر بالموت من خلال التصرف بطريقة غير مقيدة. ويمتد هذا التصور للعالم إلى مجالات أخرى من حياة الشاعر، ولذلك فهو يتصرف بكرم شديد مع الآخرين، حتى ولو كان ذلك على حساب تعريض حياته للخطر. في نهاية المطاف، يرى الشاعر أن الموت أمر لا مفر منه وأن الشكل الوحيد للخلود الذي يمكن تحقيقه هو من خلال ذاكرة الذات بعد الموت. وتستمر هذه الذكرى من خلال أداء الأعمال البطولية والمشرفة. كانت الحروب بمثابة فرص للإنسان لتمييز نفسه عن الآخرين من خلال إظهار شجاعته وتحقيق المجد. وهكذا، يصور الشعر الحرب باعتبارها شيئًا يحدث ليس فقط بسبب الضرورة والمكسب المادي، بل أيضًا من أجل النضال النبيل نفسه. لقد ركز الشعر على الحاضر، ولكن بطريقة كانت مدفوعة بإطار وجودي أعمق بدلًا من البربرية. تصور التقاليد الشعراء على أنهم وثنيون، لكن الشعر نفسه يفتقر إلى الاهتمام بالدين.
إن الشعر الجاهلي لا يمثل قيم شبه الجزيرة العربية قبل الإسلام (ومن المرجح أنه كان تعبيرًا عن نموذج ثقافي واحد بين البدو و/أو شبه الرحل)، ولكنه أصبح يُصوَّر بهذه الطريقة على الأرجح بسبب ندرة المصادر الأخرى قبل الإسلام التي نجت في العصر الإسلامي.

## الشعراء

### الدور الاجتماعي
في المجتمع العربي قبل الإسلام، كان الشعراء مكلفين بمهمة إدامة تراث قبيلتهم ونقل المعرفة عن الماضي. وقد تم تسجيل أفعال أعضاء القبائل والأجداد الأوائل في القصص والحكايات، وتم سرد ذكريات المواجهات بين القبائل وأوقات الشدة، وتم الحفاظ على أنساب القبيلة. وقد تم ترميز الصفات الإيجابية للقبيلة، مثل بطولتهم ونسبهم، في شعرهم. كان كل جيل يستمع إلى قصائد الجيل السابق ويتلوها، مما يسمح للقبيلة بالحفاظ على الثقة في قصائدها باعتبارها سجلات للأزمنة السابقة. وفي هذه العملية، كان يُعتقد أن الشعر قد تم طبعه في الذاكرة الجماعية للقبيلة. هذه العملية تُمكّن الشعراء أنفسهم من أن يكونوا مبدعين وصانعين لكيفية التعبير عما كان يحدث في الماضي، كما أتاحت لهم التعبير عن أجنداتهم من خلال فنهم. لعب الشعراء أدوارًا في التحكيم الدبلوماسي، وحل النزاعات، والتوسط في فدية الرهائن. تم تحديد القيمة النسبية للشاعر من خلال أجوره وآراء الشعراء الأكثر خبرة عنه. وقد ظل هذا التقليد قائمًا حتى العصر الأموي، حين انفصل بعض الشعراء عن إطارهم القبلي ودخلوا البلاط الملكي للخليفة. وفي هذا السياق، ظهرت وظائف وأساليب جدلية جديدة للشعراء، وتحولت الأساليب السابقة. وفي هذا الوقت أيضًا بدأت سلطة الشعراء في نقل الماضي تتدهور لصالح أنواع أخرى من الخبراء، مثل رواة الحديث.

### شعراء مشهورون

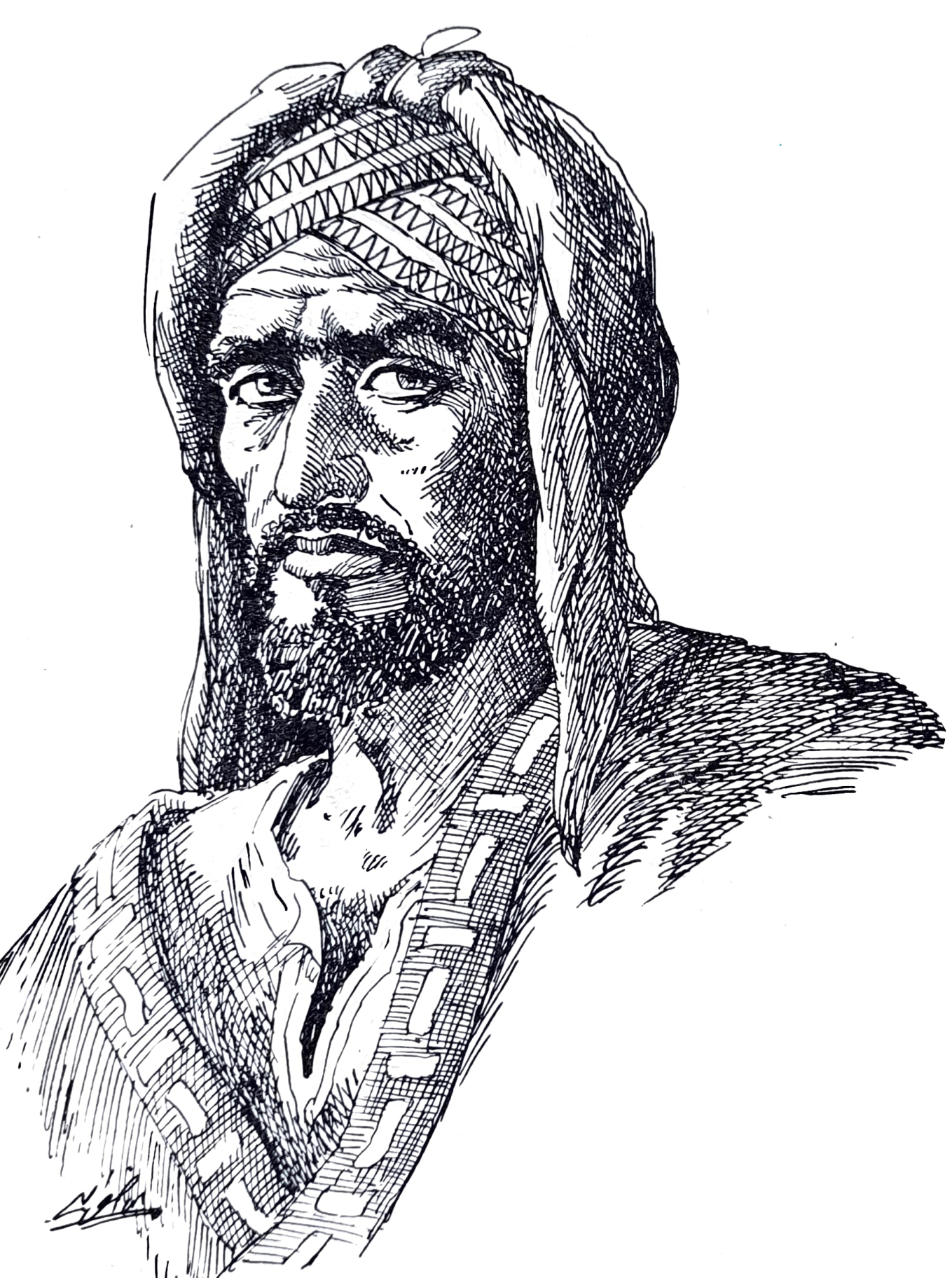
رسم تخطيطي لامرؤ القيس عام 1968

ومن أشهر شعراء الجاهلية: امرؤ القيس، والسموؤل بن عدي، والنابغة، وطرفة، وزهير بن أبي سلمى، وعنترة بن شداد. وأيضًا وُجد شعراء الصعاليك مثل تبعاتة شران، الشنفرة، عروة بن الورد، وتألفت معظم أعمالهم من هجمات على جمود الحياة القبلية والثناء على العزلة.
على الرغم من قلة عددهم، كان بعض الشعراء يهودًا أو مسيحيين. وعلى النقيض من ذلك، عبر معظم الشعراء عن توحيد غير ديني يرفع الله إلى مرتبة الكائن الأسمى وخالق العالم.

### امرئ القيس
كان امرؤ القيس شاعرًا في النصف الأول من القرن السادس الميلادي. وهو اليوم من أشهر الشعراء العرب وأكثرهم احتفالاً، ويرى البعض أنه الأفضل على الإطلاق (رغم أن هذا كان موضع نقاش). كان معروفًا على نطاق واسع بلقب "أمير الشعراء في الجاهلية".
المصادر المعاصرة عن امرؤ القيس تفتقر إلى معلومات عن السيرة الذاتية بل كانت معظمها متناقلة، وأوائل الكتب التي لدينا عن سيرته هي من مصادر القرنين التاسع والعاشر، والمعلومات التي من زمن أقدم كانت إما عن قيادته أو شعره. واسم "امرؤ القيس" يعني "عابد القيس" إشارة إما إلى إله يسمى قيس أو إلى صفة من آلهة مناة. وتشير معظم المصادر إلى أن والده هو حجر بن الحارث، الذي أصبح ملكًا لقبيلة كندة في عام 528 م، بعد وقت قصير من ولادة امرؤ القيس. وبحسب عمله، فقد اعتمد أسلوب حياة يعتمد على الشعر والنبيذ والنساء، وانحرف عن الأخلاق التقليدية مما أدى إلى طرده. وعاش حياة تائهة حتى علم بموت والده على يد قبيلة الأسد. وهذا يحوله فعليًا إلى محارب، ويحصل على دعم العديد من القبائل الأخرى من أجل الانتقام. ومع ذلك، فإنه يفقد دعمه. ويحاول استعادة زخمه من خلال الاستئناف إلى النفوذ البيزنطي، إلا أنه يفشل ويموت بعد ذلك بفترة وجيزة. أقدم كتاب يجمع أشعار امرؤ القيس كان في أواخر القرن الثامن في العراق. وقد اختلف في بعض الأبيات، إذ يعتقد الأصمعي أن بعض أبياته المتفرقة تاهت في أعقاب طرده. ومع ذلك، هناك اتفاق واسع النطاق على أن كلها أشعار أصلية، بما في ذلك مساهمته في المعلقات.

### الشعراء اليهود
تذكر المصنفات الإسلامية للشعر الجاهلي أحيانًا شعراء يهود، على الرغم من صعوبة تقييم صحتها، وبالمقارنة مع النقوش، يصعب تحديد تاريخها. يسجل كتاب طبقات الشعراء ، الذي ألفه عالم اللغة والتراث البصري محمد بن سلام الجمحي (ت. 846)، قائمة بالشعراء اليهود. كما أن جامع الآثار العربية/العربية أبو الفرج الأصفهاني (ت. 976) لديه أيضًا إشارة متفرقة إلى أحد عشر شاعرًا يهوديًا في كتابه ("كتاب الأغاني"). والشعراء الذين يشيرون إليهم هم كما يلي، يتبعهم (ج) إذا ذكرهم الجمحي، و(ط) إذا ذكرهم الأصفهاني:
- سموال بن عديه [27] (ي) (ط)
- الربيع بن أبي الحقيق (ج) (ط)
- كعب بن الأشرف (ج) (ط)
- شريح بن عمران (ج) (ط)
- سعيا (شعبة) بن غريد/عريض (ي) (ط)
- أبو قيس بن رفاعة (ج) (ط)
- درهم بن زيد (ج)
- أبو الذيال (ج) (ط)
- سارة قريظة (الأولى)
- كعب بن سعد بن أبي وقاص من قريظة (الأول)
- أوس بن داني من قريظة (الأول)

نادرًا ما تشير القصائد المنسوبة إلى هذه الشخصيات إلى تفاصيل تاريخية دقيقة أو تعبيرات دينية، على الرغم من أن بعض القصائد المنسوبة إلى السموأل في مجموعة الأصمعيات دينية بشكل صريح. وبالإضافة إلى ذلك، لا يقدم الجمحي الكثير فيما يتصل بسيرة كل من هذه الشخصيات بخلاف سرد الحكايات الشعبية التي يرتبط بها عدد قليل منهم. ويقدم الأصفهاني معلومات سيرة ذاتية أكثر تفصيلاً. على سبيل المثال، يقول إن السموءل بن عادياء كان من أهل تيماء (في شمال غرب الجزيرة العربية) وكان لأبيه صلات بالغساسنة . كان يعيش في بيت عائلي يسمى بالقلعة واسمه الأبلق. وقد رويت عنه قصص شعبية عن إخلاصه وولائه، منها أنه رفض تسليم ممتلكات امرئ القيس لأعداء امرئ القيس رغم محاولتهم محاصرة قلعته. إلى جانب السموأل، كان الشاعر اليهودي الوحيد الآخر الذي اكتسب بعض الشهرة هو الربيع بن أبي الحقيق، رئيس قبيلة النضير. لا تذكر المصادر القديمة هذه الشخصية، بل تذكر ابنه كينانة فقط. وبدلًا من ذلك، لا يتم وصف مآثر الربيع إلا من خلال عمل الأصفهاني.
ويشير الشاعر الأسود بن يعفور إلى المواد المكتوبة اليهودية، حين كتب: "رسائل يهوديين من تيماء أو أهل مدين على رقوقهم يقرآنها بإتمام".

### التأثيرات المسيحية
أحد الأعضاء المشهورين في الطائفة المسيحية في نجران، أسقفًا اسمه قس بن سعيدة الإيادي. كان شاعرًا مشهورًا بتفوقه، ويقال إن النبي محمد كان يستمع إلى خطبه في سوق عكاظ بالقرب من مكة. وقد نجت إحدى خطبه.
يشير الأعشى إلى الله باسم الإله، وهو ما قد يكون مرتبطًا بالشاعر ذو الانتماء المسيحي. في إحدى القصائد، يشير إلى قسم "بسيد الساجدين في المساء"، والذي قد يكون إشارة إلى الصلوات المسيحية. ومع ذلك، وعلى الرغم من التوحيد الضمني، لا يوجد تعريف صريح (لا منه ولا من الآخرين) للأعشى كمسيحي.
النابغة، الذي كانت قناعاته الدينية غير واضحة، يمتدح رعاته (الغسانيين) باعتبارهم مسيحيين متدينين. وعندما كان يحاول استعادة رضا الملك، كتب قصيدة شبه فيها قيادة الملك بقيادة سليمان. كان عدي بن زيد شاعرًا عربيًا مسيحيًا بارزًا، وكان يقيم في الحيرة. يتضمن أحد أسطر عمله، المأخوذ من قصيدة طويلة ومشهورة بشكل خاص القسم بـ "رب مكة والصليب": وبالتالي، فهم أبي بن زيد أن الله هو حامي مكة والمسيحية. وفي القصيدة، يواصل مقارنة نفسه بالراهب بناءً على الطريقة التي يؤدي بها صلواته. كما نظم عدي بن زيد قصيدة في خلق العالم. وقد ذكر امرؤ القيس كتابات المسيحيين مرة فقال: "كخط في كتب الرهبان".

## نقل الشعر
وإلى جانب الشعراء كان هناك رواة معينون لحفظ شعر القبائل. لقد كان الناقل مهنة متميزة عن الشاعر. لا يُعرف سوى القليل من المعلومات عن الرواة، حيث تشير إليهم المصادر العربية بشكل مجهول وجماعي؛ على سبيل المثال، "رواة قبيلة طاء" أو "رواة العرب أو البدو". قد تظهر أحيانًا أسماء المرسلين ولكن دون معلومات السيرة الذاتية المقابلة. على الرغم من أن هاتين كانتا مهنتين منفصلتين، إلا أن العديد من الأفراد كانوا يحملون وضعية الشاعر والناقل في نفس الوقت. لم يكن المرسلون ينقلون القصائد فحسب، بل كانوا يقومون أيضًا بمراجعتها وتعديلها. وفقًا لخلف الأحمر (ت. 796 م)، "حتى في العصور القديمة، قام الرواة بمراجعة شعر الشعراء".
وفقًا لما ذكره ناثانيال ميلر، فإن المجموعة المبكرة من الشعر الباقي على قيد الحياة خضعت لعدد من الخطوط أو سلالات النقل شبه المستقلة: الموسيقية، والتفسيرية، والتاريخية، والمعجمية، واللغوية. وقد استقى كل منهم من مصدر مشترك من الشعر الأموي، كما استقى كل منهم من مصادره الشعرية المستقلة. وقد استُخدم الشعر الحجازي بشكل خاص للأغراض الموسيقية، كما يتضح من كتاب الأغاني لأبي الفرج الأصفهاني (ت 972). ومع ذلك، فإن الشعر الموسيقي يعاني من عدم الاهتمام بالحفظ والتحقق والإسناد من خلال طريقة نقله. كما أن مكانته في ثقافة البلاط العراقي تجعل من الصعب التمييز بين الشعر السابق والإضافات اللاحقة. إن الشعر التفسيري، مثل الشعر الموجود في جامع البيان للطبري، لا يكون عادة مدعوماً بالدواوين (مجموعات شعر مؤلف واحد). ومن المرجح أن الشعر التفسيري استند إلى مواد مزورة ومواد مبكرة.
في منتصف القرن الثامن، تم ذكر عدد من الرواة الرائدين، بما في ذلك حماد الراوية (توفي حوالي عام 772)، وخلف الأحمر (توفي حوالي عام 796)، وأبو عمرو بن العلاء (توفي عام 771 أو 774).

## المجموعات